# Julius Naue

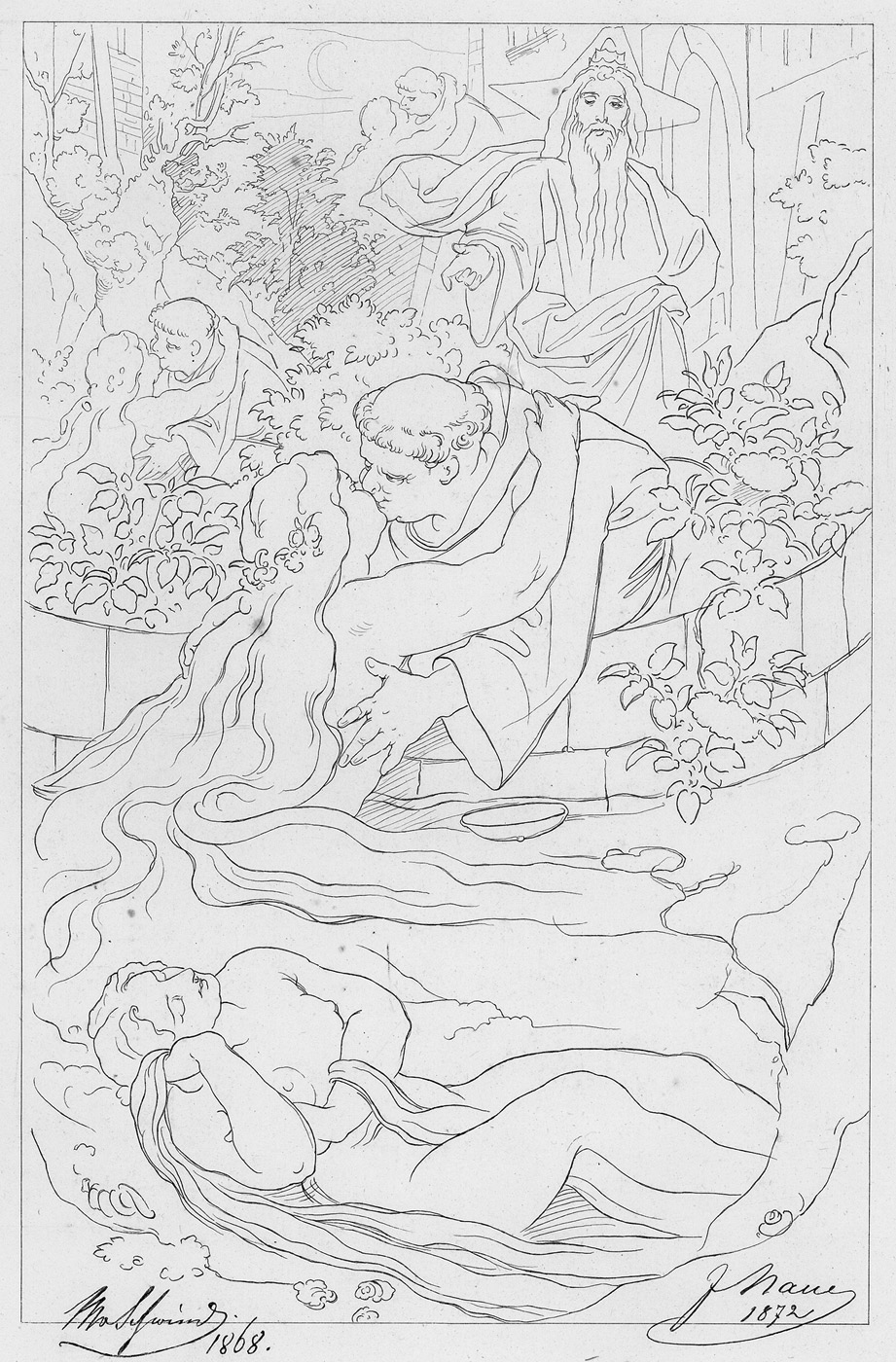
illustration signée de Julius Naue 1872

Julius Naue (17 juin 1835, Köthen – 14 mars 1907, Munich) est un peintre allemand, illustrateur et  archéologue.
Étudiant de August von Kreling, il vient travailler pour Moritz von Schwind à Munich ou il  reste jusqu’en 1866. Comme  archéologue, Naue  fait une présentation sur les épées préhistoriques (Die prähistorischen Schwerter), spécifiquement pour le « Anthropological Societyin Munich » en 1884. Le type Naue des épées de l'âge de Bronze est nommé en son honneur. Naue  autodidacte a publié plusieurs petits traités.
- Verkündigung Mariae (1862)
- Die nordische Sage (1864)
- Der Krötenring (1865)
- Das Märchen von Kaiser Heinrich I. und der Prinzessin Ilse (1866)
- Das Schicksal der Götter nach der Deutschen Heldensage (1877)
- Helgi und Sigrun" (1879)